# Альфиш, Владимир Александрович
Владимир Александрович Альфиш — советский хозяйственный, государственный и политический деятель.

## Биография
Родился в 1925 году в Зиновьевске. Член КПСС.
Участник Великой Отечественной войны. С 1950 года — на хозяйственной, общественной и политической работе. В 1950—1998 гг. — прораб экскаваторного участка треста «Облводстрой» в Алма-Ате, инженер, старший инженер гидротехнического района, заместитель главного инженера — начальник производственно-технического отдела промышленного района № 2, заместитель главного инженера, заместитель начальника Управления строительства «Саратовгэсстрой» по строительству Балаковского комбината искусственных волокон, главный инженер управления строительства «Автозаводстрой», главный инженер, главный специалист Управления строительства «Камгэсэнергострой».
Участник строительства Саратовской ГЭС, Камского автомобильного завода (КамАЗ), Балаковской ТЭЦ, Заинской ГРЭС, Нижнекамской ГЭС, завода транспортного электрооборудования, Можгинских газокомпрессорных станций газопровода «Дружба», научно-производственного объединения «Татэлектромаш», картонно-бумажного комбината в г. Набережные Челны, Чистопольского часового завода, Татарской и Башкирской АЭС, Елабужского
автозавода, города Набережные Челны и др. объектов.
Лауреат премии Совета Министров СССР за разработку проекта и строительство Саратовской ГЭС (1976).
Почетный энергетик СССР (1985). Отличник энергетики и электрификации СССР (1966).
Умер в 1998 году.